# Maculce

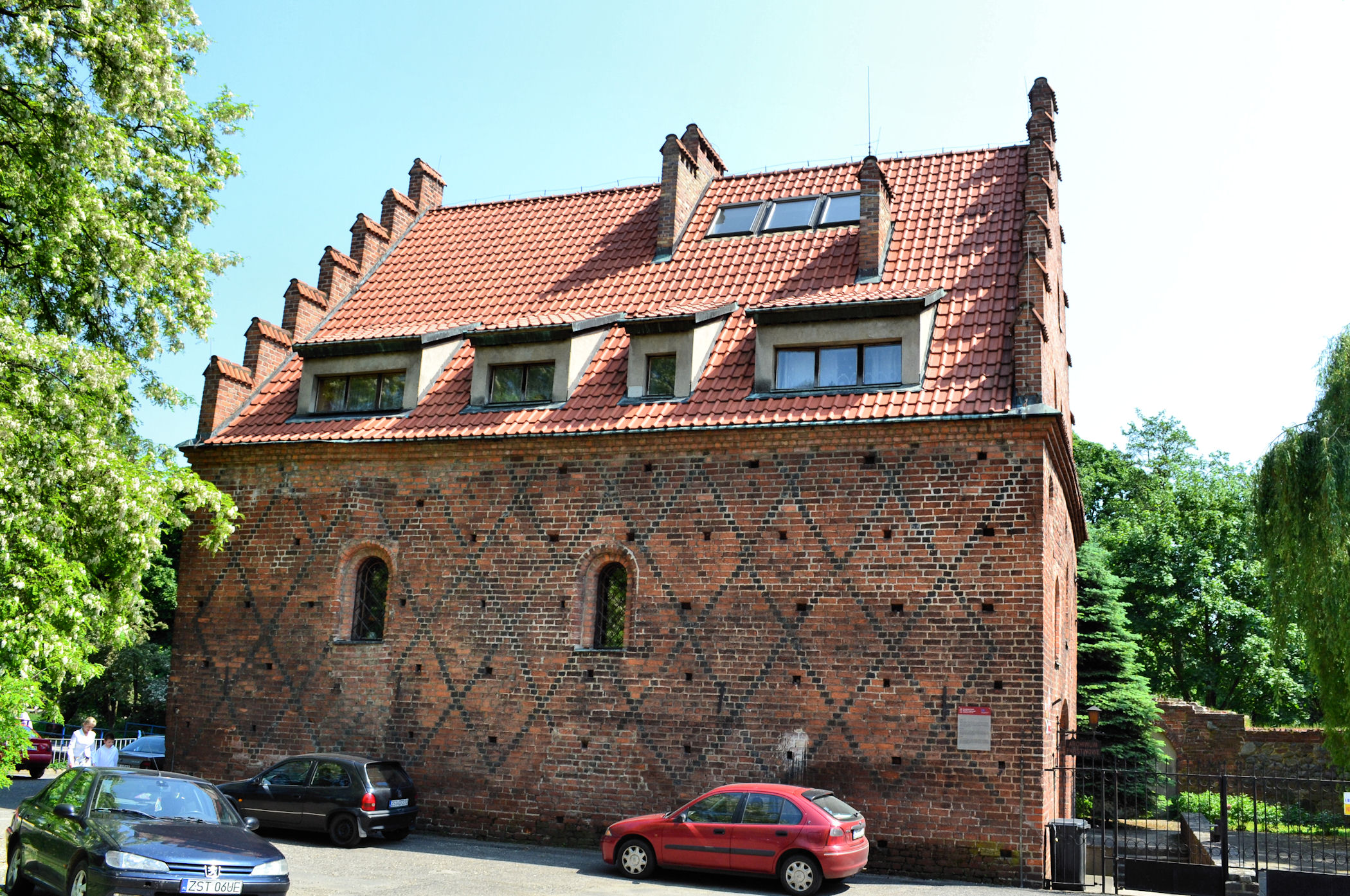
Budynek Arsenału w Stargardzie z dobrze widocznymi maculcami

Maculce – w budownictwie: otwory o przekroju czworokątnym, pozostawione w murze po poziomych belkach rusztowania, na których układane były pomosty z desek (leżnie). Są wyraźnie widoczne np. w murze Baszty Sandomierskiej na Wawelu. Niejednokrotnie służą gołębiom i pustułkom jako miejsce do zakładania gniazd, przez co przyczyniają się do oszpecenia i erozji ceglanego muru.